# Caja Gudrun Boesen
Caja Gudrun Boesen, gift Orsi, født 4. maj 1908 i Maribo, senere udvandret til Italien, var en meget læst dansk børnebogsforfatter i mellemkrigstiden. Hun skrev dog under pseudonym, dels "GB" og dels under fællespseudonymet "Ada Hensel", som hun delte med sin søster Ulrikka Eleonora Nørgaard, idet begge søstre var flittige og karakteristiske forfattere til de dramatiske historiske fortællinger i OTA-bøgerne, en af de mest succesfulde danske børnebogsserier.

## Levnedsløb
Caja Gudrun blev født i 1908 som datter af Andreas og Caja Boesen i en søskendeflok på i alt syv, heriblandt storesøsteren og Cajas senere medforfatter Ulrikka Eleonora, kaldt Ellinor. Faderen Andreas Boesen var direktør for havregrynsfabrikken Avena (det senere OTA) i Maribo. Da havremøllen brændte i 1913, flyttede produktionen og dermed familien til Nakskov, hvor en ny mølle blev opført. Caja blev i 1926 student fra Nakskov Gymnasium og læste derefter på Købmandsskolen i København. I 1927 blev hun ansat som udenlandsk korrespondent i firmaet Sophus Berendsen A/S. I 1929-1931 opholdt hun sig i Nice i Frankrig for at uddanne sig i tegning og fransk.
I 1939 blev hun gift i Rom med general Antonio Lamberto Orsi. De fik to sønner, født i Rom i 1940 og 1943.

## OTA-bøgerne
Boesen var forfatter til en lang række af historierne i den meget populære børnebogserie kaldet OTA-bøgerne, som OTA-fabrikkerne udgav i perioden 1924-1942 på Andreas Boesens initiativ. OTA-bøgerne omfattede i alt 160 bøger og blev med et samlet salg på ca. 1,2 millioner noget af mellemkrigstidens mest læste børnelitteratur. En stor del af historierne blev skrevet af Caja Gudrun, dels under pseudonymet GB, dels under pseudonymet Ada Hensel, som var et fælles pseudonym for Caja Gudrun og hendes storesøster Ellinor, der ligeledes var en flittig OTA-bogsforfatter. Sammen med Peter Falk Rønne udviklede de to søstre et sikkert greb om den særlige genre, som OTA-fortællingerne udviklede sig til som dramatiske, opdragende og oplysende historier, typisk med en klar morale og en lykkelig slutning.